# Ceptre

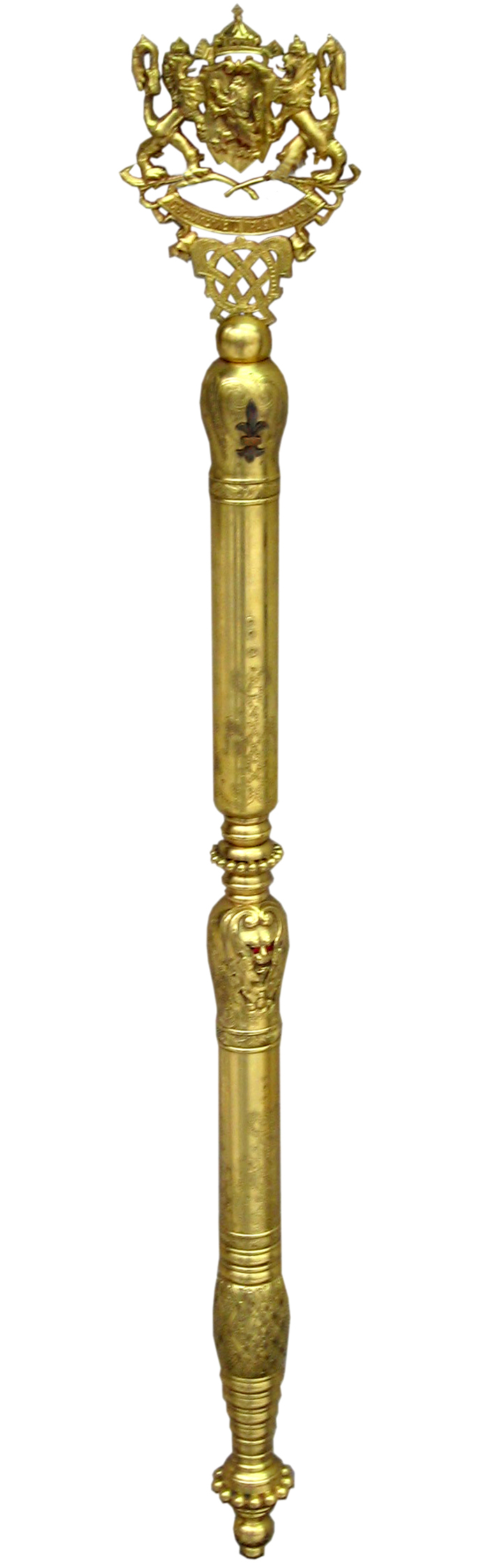
Ceptre del tsar Borís III

Un ceptre és un bastó, símbol del poder i usualment associat al rei. Té el seu origen en els bastons de comandament tribals i va evolucionar fins a esdevenir una joia i símbol de la monarquia, com la corona. La part superior del ceptre pot portar una creu si el rei és cristià o una punxa per recordar la força de la guerra. També poden aparèixer els símbols de la dinastia o país d'on és originari el símbol, a manera de segell o escut. El ceptre s'ha trobat entre els antics egipcis i etruscs, i d'aquests va passar al món clàssic, des d'on s'estengué per tot Europa durant l'Edat Mitjana. En l'actualitat només s'usa en les cerimònies de coronació o similars, per dotar de més magnificència l'acte. La mida del ceptre s'ha anat reduint amb el pas del temps, des dels ceptres similars a llances en escultures dels déus grecs fins als ornamentats ceptres de mà barrocs.